# Drets del col·lectiu LGBT a Israel

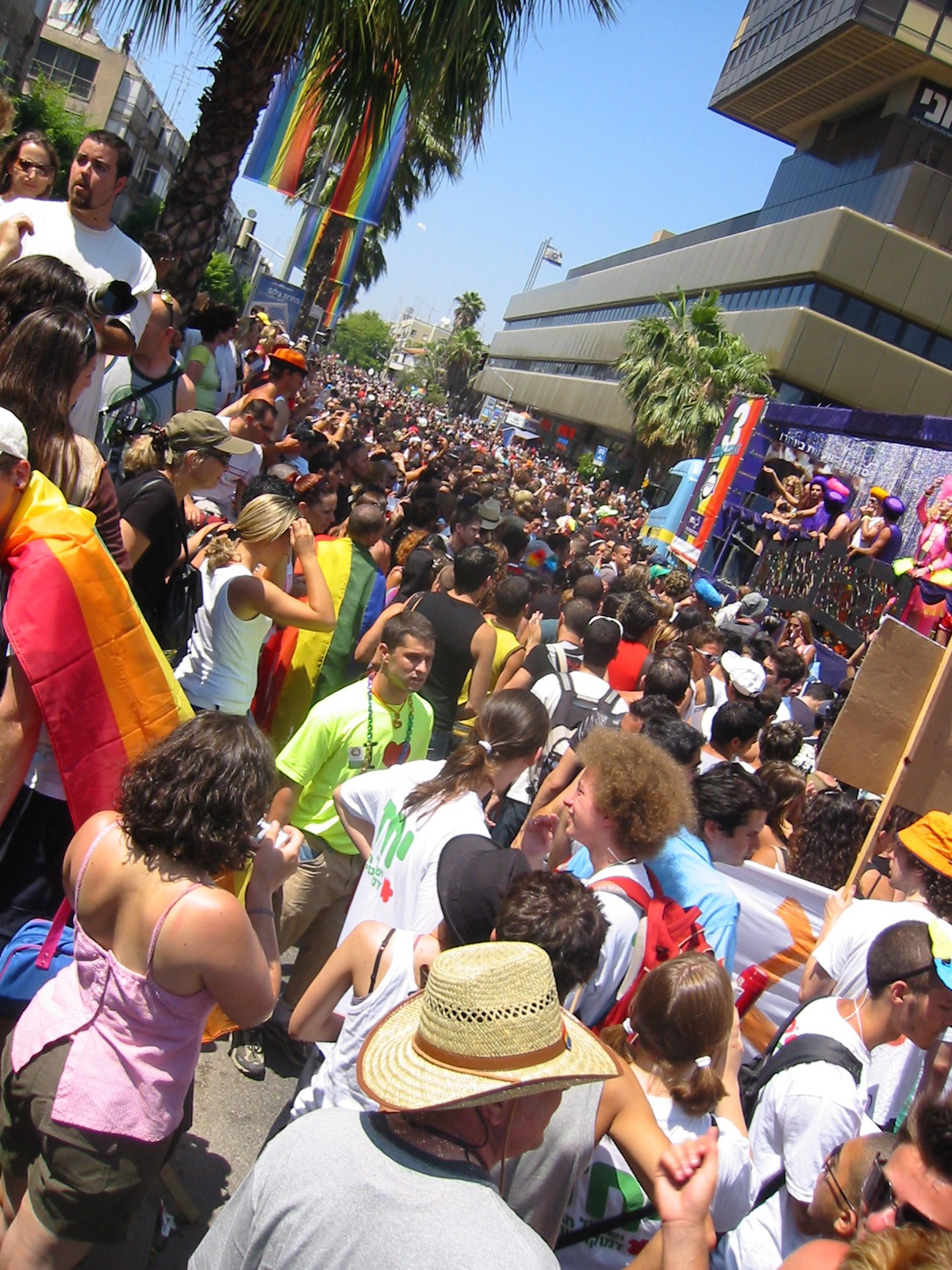
Celebració del dia de l'alliberament homosexual a Tel-Aviv

Els drets de lesbianes, gais, bisexuals i transsexuals (LGBT) a Israel es consideren els més desenvolupats d'Orient Mitjà. Encara que l'activitat sexual entre persones del mateix sexe es va legalitzar en 1988, l'antiga llei contra la sodomia no s'aplicava des d'una decisió judicial de 1963. Israel es va convertir en el primer país d'Àsia a reconèixer la cohabitació no registrada entre parelles del mateix sexe, convertint-se en el primer país d'Àsia a reconèixer les unions entre persones del mateix sexe a qualsevol títol. Encara que els matrimonis homosexuals no se celebren al país, Israel els reconeix si s'han celebrat en altres llocs. En 1992 es va prohibir la discriminació per motius d'orientació sexual. Les parelles del mateix sexe poden adoptar conjuntament, després d'una decisió judicial històrica de 2008. Anteriorment, es permetia l'adopció de fillastres, així com drets limitats de co-tutela per als pares no biològics. També es permet a les persones LGBT servir obertament en l'exèrcit.
Producte del perill per a la vida que suposa ser homosexual a Palestina, hi ha a Israel, també, homosexuals palestins que escapen dels territoris, amenaçats de mort fins i tot per les seves famílies.

## Legislació
Israel i Turquia són els únics països de l'Orient Mitjà en què l'homosexualitat no és il·legal ni perseguida per les autoritats. A Israel no es poden oficiar matrimonis homosexuals però l'estatus de matrimoni ha esdevingut equivalent a les parelles de fet, després de nombroses apel·lacions al Tribunal Suprem d'Israel.
El novembre de 2006 el Tribunal Suprem va ordenar al Ministeri de l'Interior que inscriguera al Registre Civil cinc matrimonis homosexuals realitzats en països en què els matrimonis homosexuals són legals, de manera que se'ls aplique la Llei de Matrimonis com als matrimonis heterosexuals. En aquest sentit, Israel és, també, l'únic país en el món en el qual, malgrat no estar legalitzat el matrimoni homosexual, la legislació accepta els matrimonis entre persones del mateix sexe celebrats fora de les seves fronteres. L'adopció per part de parelles homosexuals sí que està reconeguda. La discriminació als homosexuals a l'àmbit laboral està explícitament prohibida per llei.

## Dia de l'alliberament homosexual / orgull gai
Israel compta amb una comunitat homosexual molt activa, que organitza anualment festivals d'orgull homosexual a Tel-Aviv, Jerusalem i Eilat des de 1998.
El juny de 2005 l'alcalde de Jerusalem va intentar acabar amb el festival, però va perdre el pols als jutjats, que el van obligar a contribuir amb fons per a la celebració de l'esdeveniment. També es van ajuntar els caps de les religions musulmana, jueva i cristiana d'Israel a Jerusalem per a impedir la gran desfilada de l'orgull gai en la capital.
El Festival de l'Orgull gai de Jerusalem estava planejat per a l'agost de 2005, a pesar de les protestes de grups religiosos de les tres grans religions. No obstant això, el festival va ser postergat perquè la seguretat no va poder ser assegurada, en estar les forces de seguretat israelianes saturades amb el plan de retirada.

## Judaisme, cristianisme, islam i homosexualitat a Israel
Israel és un important centre religiós per a les tres religions monoteistes més grans del món. Tres religions que sovint no accepten l'homosexualitat. Partits ortodoxos com Shas i Agudat Israel van declarar en moltes ocasions el seu rebuig a les lleis que afavoreixen els drets homosexuals i contra les manifestacions públiques del moviment.

## Identitat de gènere
El tractament de la disfòria de gènere a Israel pot pagar-se amb el sistema d'assegurança mèdica pública del país si el pacient rep l'aprovació del Comitè de Reassignació de Sexe que opera en el Centre Mèdic Sheba de Tel HaShomer, que està format per un endocrinòleg, un uròleg i un cirurgià plàstic i està organitzat pel Ministeri de Sanitat. A més, totes les operacions de reassignació de sexe a Israel les realitza el Dr. Haim Kaplan en el Centre Mèdic Sheba sota l'aprovació d'aquest comitè. No obstant això, molts israelians transsexuals han tingut problemes perquè aquest comitè aprovi el tractament a causa de les seves estrictes opinions sobre la disfòria de gènere. Per això, molts paguen de la seva butxaca la teràpia de substitució hormonal o es desplacen a l'estranger per a sotmetre's a una operació de reassignació de sexe.
El juny de 2013 es va presentar un projecte de llei en la Kenésset per a eliminar els marcadors de gènere en els documents d'identitat, però no va ser aprovat.
Des de 2015, el Ministeri de Sanitat permet a les persones transgènere canviar de gènere legal sense sotmetre's a una cirurgia de reassignació de sexe o a una operació de canvi de sexe.